# Brzózki (železniční zastávka)
Železniční zastávka Brzózki slouží regionální dopravě v Milanówku, Mazovském vojvodství.

## Obecný přehled
Železniční zastávka Brzózki byla otevřena v roce 1950. Je obsluhována regionálními spoji dopravce Warszawska Kolej Dojazdowa, zkráceně WKD, který provozuje příměstskou osobní železniční dopravu na vlastní železniční síti spojující centrum Varšavy s obcemi Michałovice, Pruszków, Brwinów, Podkowa Leśna, Milanówek a Grodzisk Mazowiecki jihozápadně od Varšavy.
| Linka    | Směr | Interval   |
| -------- | --- | ---------- |
| Logo WKD | Warszawa Śródmieście WKD – Pruszków WKD – Komorów – Podkowa Leśna Główna – Brzózki – Grodzisk Maz. Radońska | 30/60 min. |

## Přehled počtu spojů
Přehled počtu spojů je pouze orientační
Ze zastávky odjíždí spoje do stanic:
- Grodzisk Mazowiecki Radońska
  - 31 vlaků ve všední dny (kromě července a srpna)
  - 28 vlaků ve všední dny v červenci a srpnu
  - 22 vlaků o sobotách, nedělích a svátcích
- Warszawa Śródmieście WKD
  - 30 vlaků ve všední dny (kromě července a srpna)
  - 29 vlaků ve všední dny v červenci a srpnu
  - 21 vlaků o sobotách, nedělích a svátcích

Celkový počet spojů, které obsluhuje zastávka:
- 61 vlaků ve všední dny (kromě července a srpna)
- 57 vlaků ve všední dny v červenci a srpnu
- 43 vlaků o sobotách, nedělích a svátcích

## Železniční tratě
Železniční zastávkou Brzózki prochází železniční tratě:
- 47 Warszawa Śródmieście WKD – Grodzisk Mazowiecki Radońska